# Újffy János Henrik
Újffy János Henrik (angolul: John Henry Ujffy) (Magyarország, 1820. március 14. – La Grange, Texas, USA, 1867 vagy 1867 után) magyar honvédtiszt; amerikai őrmester a délieknél.

## Élete
Apja és bátyja a császári hadseregben szolgált, Ujffy János Henrik 1848-49-ben Kossuth Lajos zászlója alá állt, honvédtiszti rangban harcolt. A világosi fegyverletétel után menekülni kényszerült, 1850-ben már Amerikában volt. Texasban telepedett le, Fayette megyében. 1855-ben megnősült, házasságából öt gyermek született. 1857-ben 225 holdas farmot vásárolt Bexar megyében (Texas). Később La Grange-ben (Texas) patikát nyitottak. Újffy Fayetteville-ben (Texas) egyik alapítója volt a szabadkőműves páholynak. La Grange-ben 3 hónapra besorozták a konföderációs hadsereg 22. dandárjába harmadosztályú őrmesternek, Columbusban és Houstonban teljesített szolgálatot. Alakulata alig részesült kiképzésben, egyenruhájuk nem volt, s csak vadászpuskákkal voltak felszerelve. Háromhónapos szerződésének lejárta után újra szerződött, ezúttal 6 hónapra a 22. texasi dandár 1. számú gyalogezredébe, a texasi Camp Columbusba.
A polgárháború befejezése után újból texasi otthonában élt. 1867-ben súlyosan megbetegedett maláriában.